# La bestia del corazón
La bestia del corazón (en alemán "Herztier") es una novela escrita por Herta Müller acerca de los deseos de huida y los temores de gran parte de la población de Rumanía durante la dictadura de Nicolae Ceauşescu, en este caso principalmente entre la población de la minoría suaba (de origen germano) de este país. Mientras tanto, soportando lo más posible las vejaciones y opresión característica de la dictadura, escondiendo todo aquello que pueda ser comprometedor y utilizando la corrupción como medio de obtención de bienes.

## Sinopsis
En un ambiente obscuro y lleno de represión, se desarrolla unas historia de cuatro jóvenes, los cuales son asediados por el gobierno, personificado por el capitán Pjele y su perro del mismo nombre, debido a sus ideas de cambio y disconformidad con el dictador Nicolae Ceauşescu. A raíz del suicidio de una chica llamada Lola, los cuatro amigos, George, Edgar, kurt y la mujer que narra; discurren acerca de las alternativas que tienen, y cada vez llegando a la conclusión de intentar lo que muchos, "la fuga". Los personajes siempre se vieron al borde de la captura, ya que en su poder tenían diversos textos comprometedores, por lo subversivo que podían ser; en caso de ser hallados suponía un grave riesgo, siendo prácticamente su sentencia de muerte. Tuvieron que buscar sitios seguros donde almacenar los documentos, así como desarrollar claves en las cartas que se enviaban para dilucidar si eran leídas antes de llegar a su destino. 
Cada personaje al salir de la universidad fue tomando la forma del ambiente en el que se desarrollaba, como el rastro de animales o el trabajo en diversas fábricas, la constante eran las condiciones precarias y de atraso que se respiraba en el país.
Poco a poco el gobierno presionaba más a la gente, ésta optaba por suicidarse o simplemente desaparecer; en el mejor de los casos lograba emigrar de forma ilegal.
Al final del libro se comenta "Cuando callamos, nos tornamos desagradables, dijo Edgar. Cuando hablamos, nos tornamos ridículos", reflejando claramente la tendencia opresora que se vivía y la desorganización civil.